# Grevilea mohutná

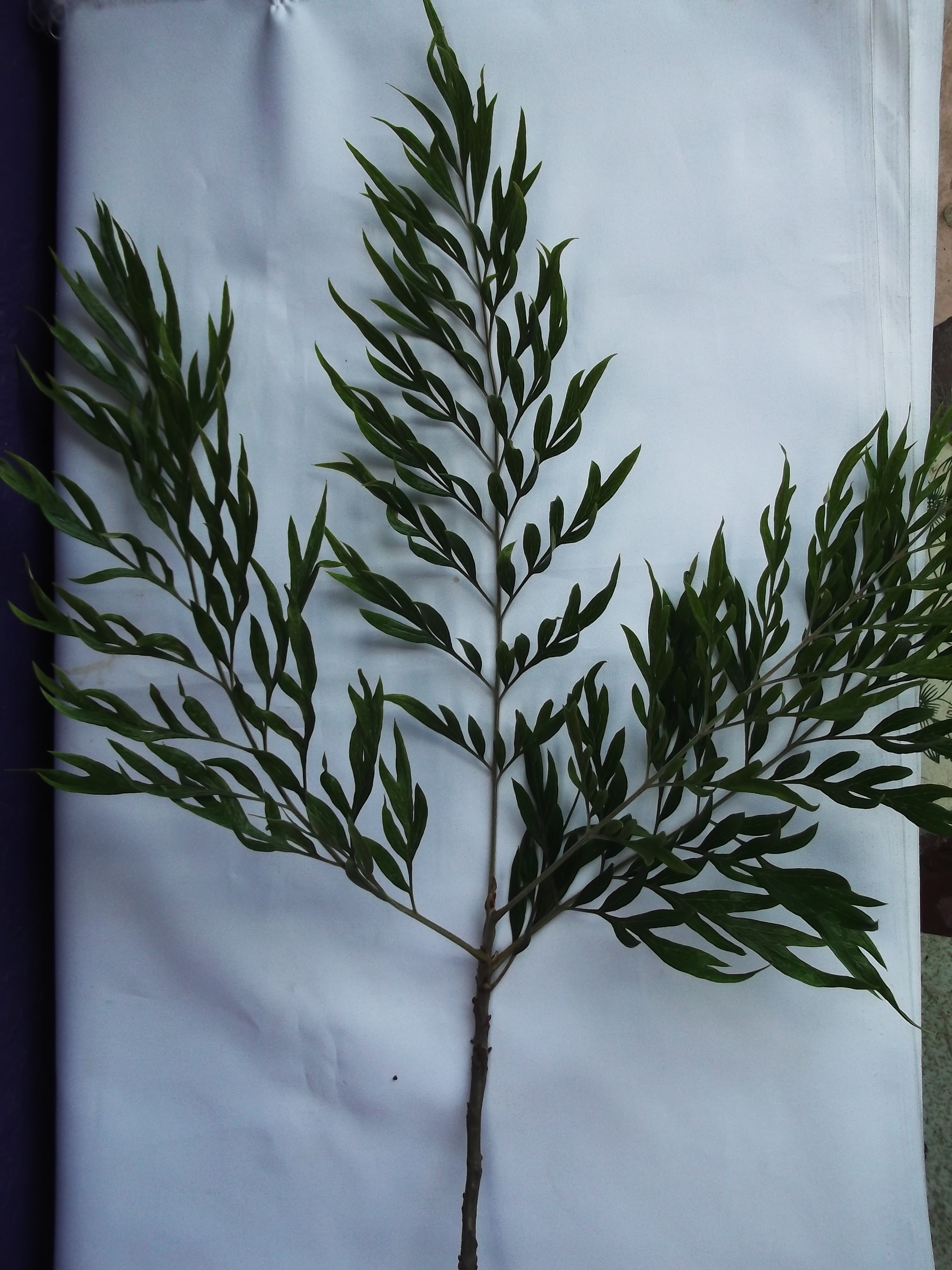
List

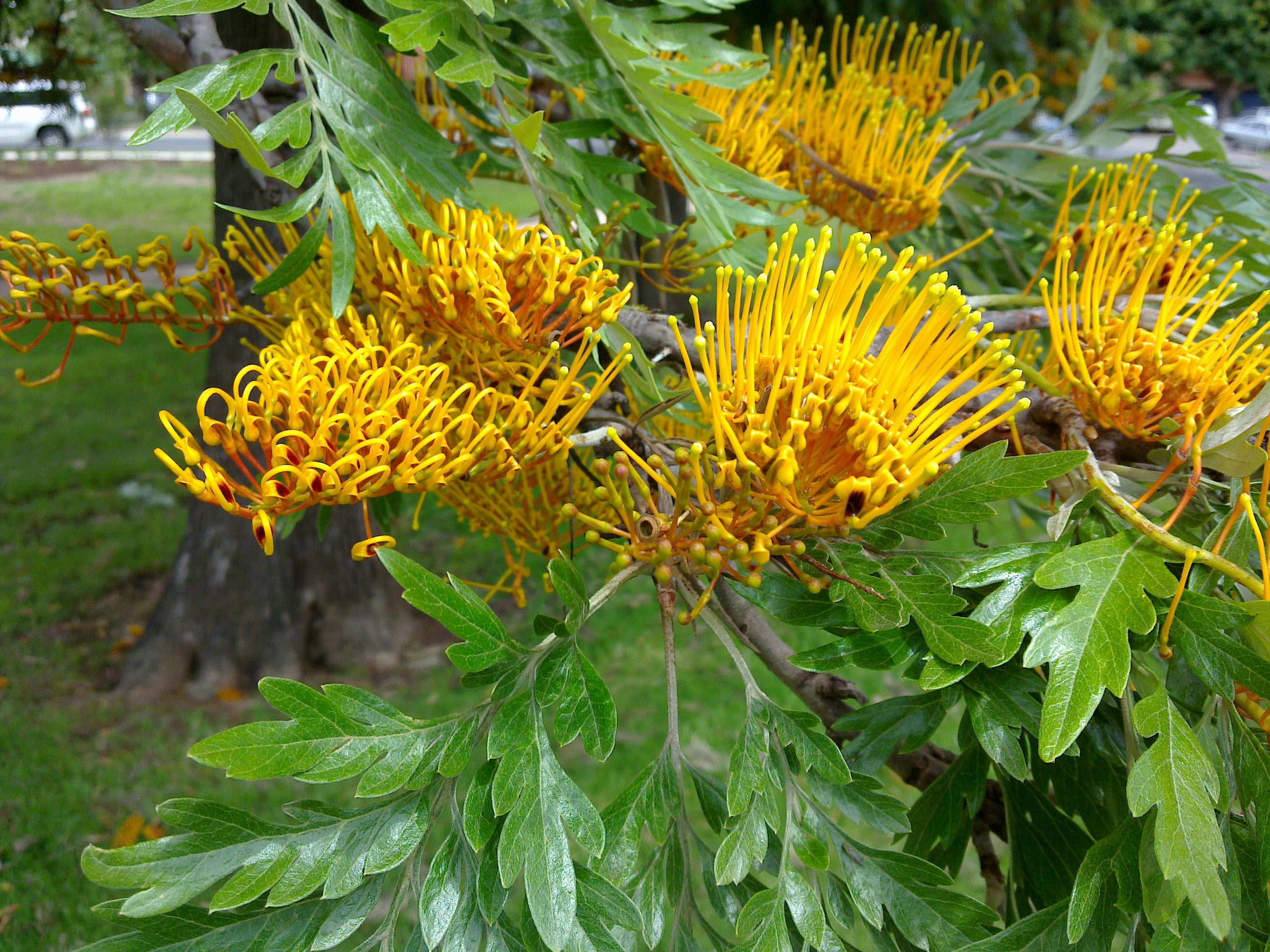
Květenství

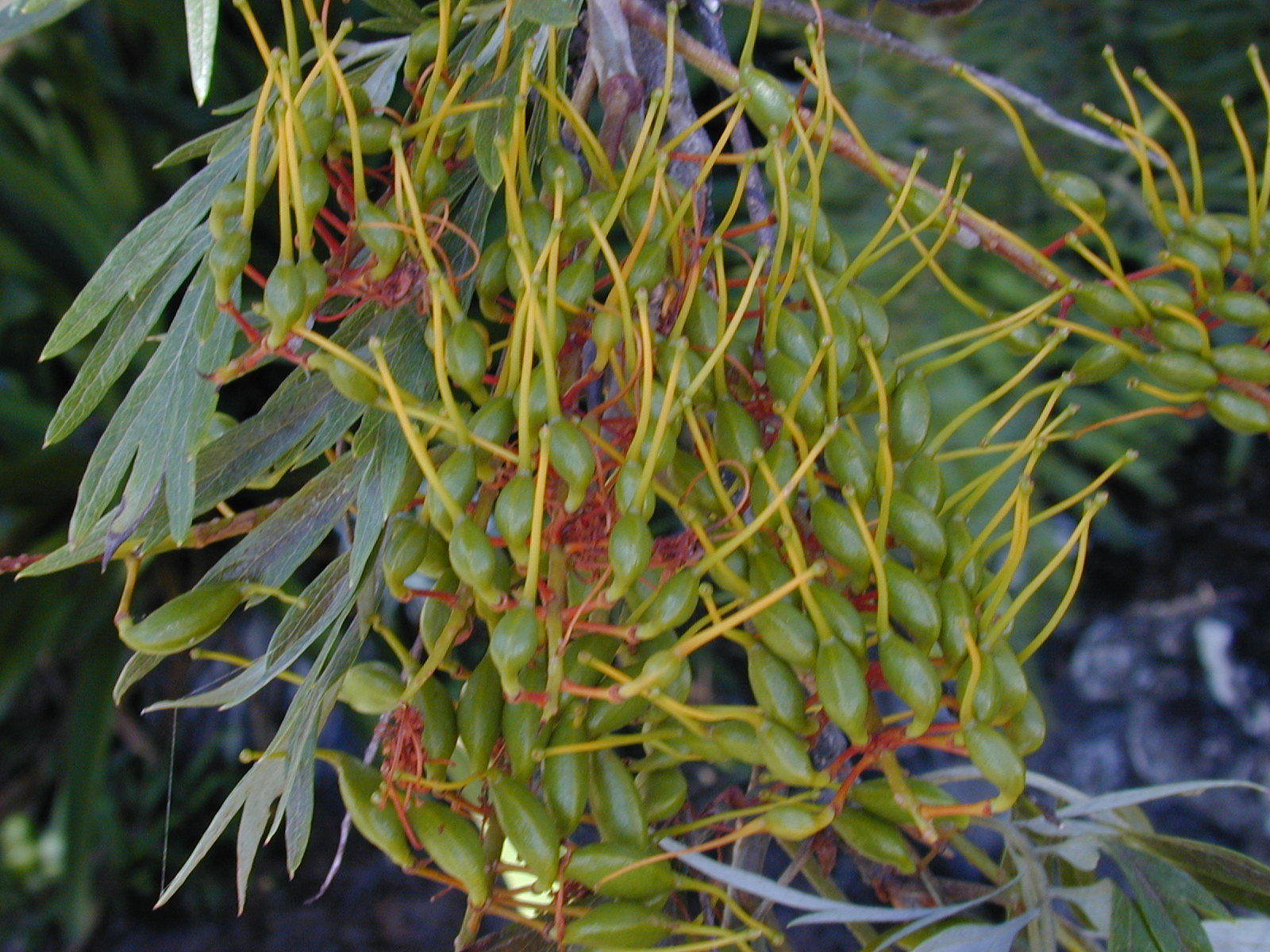
Nezralé plody

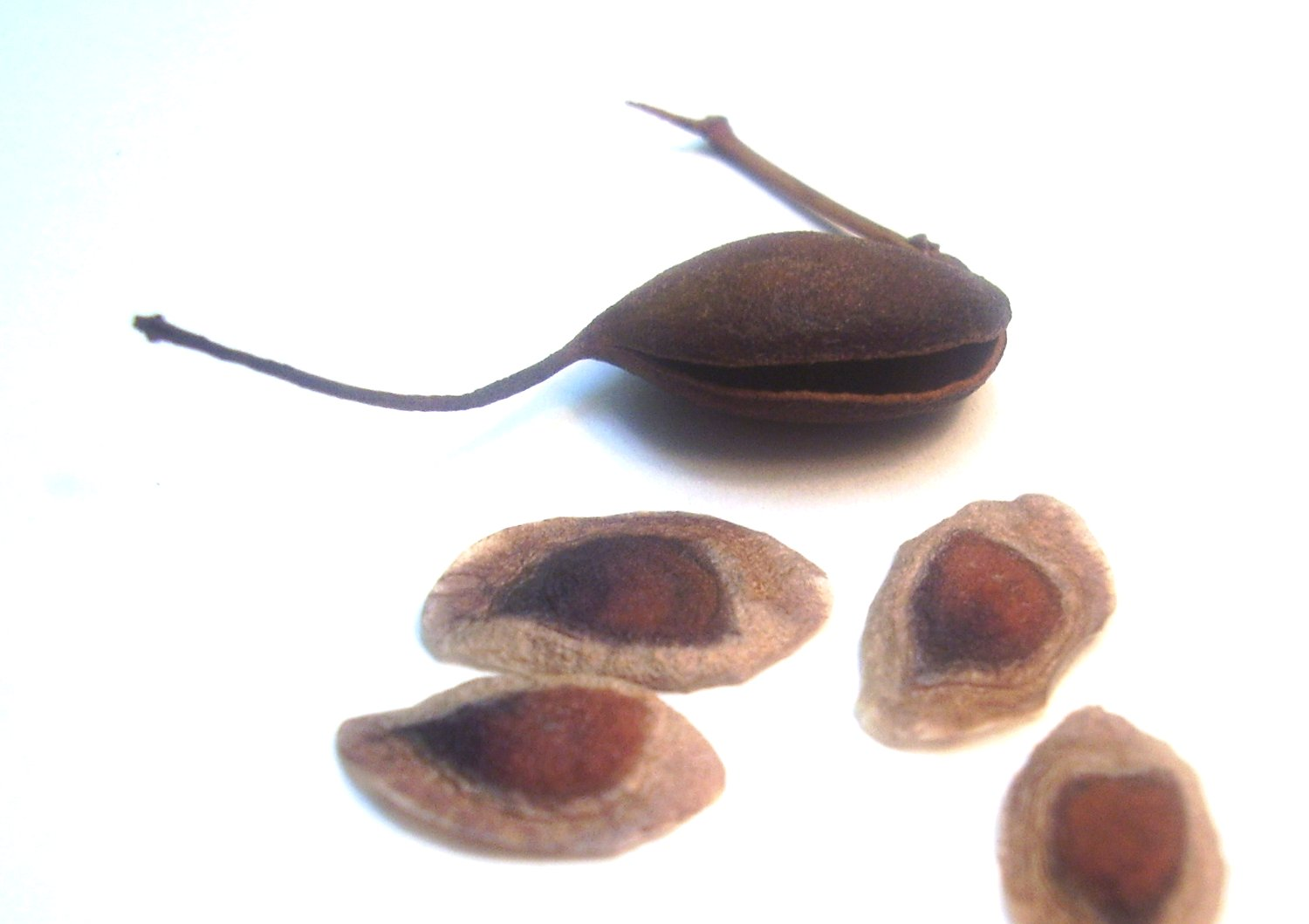
Zralá tobolka a semena

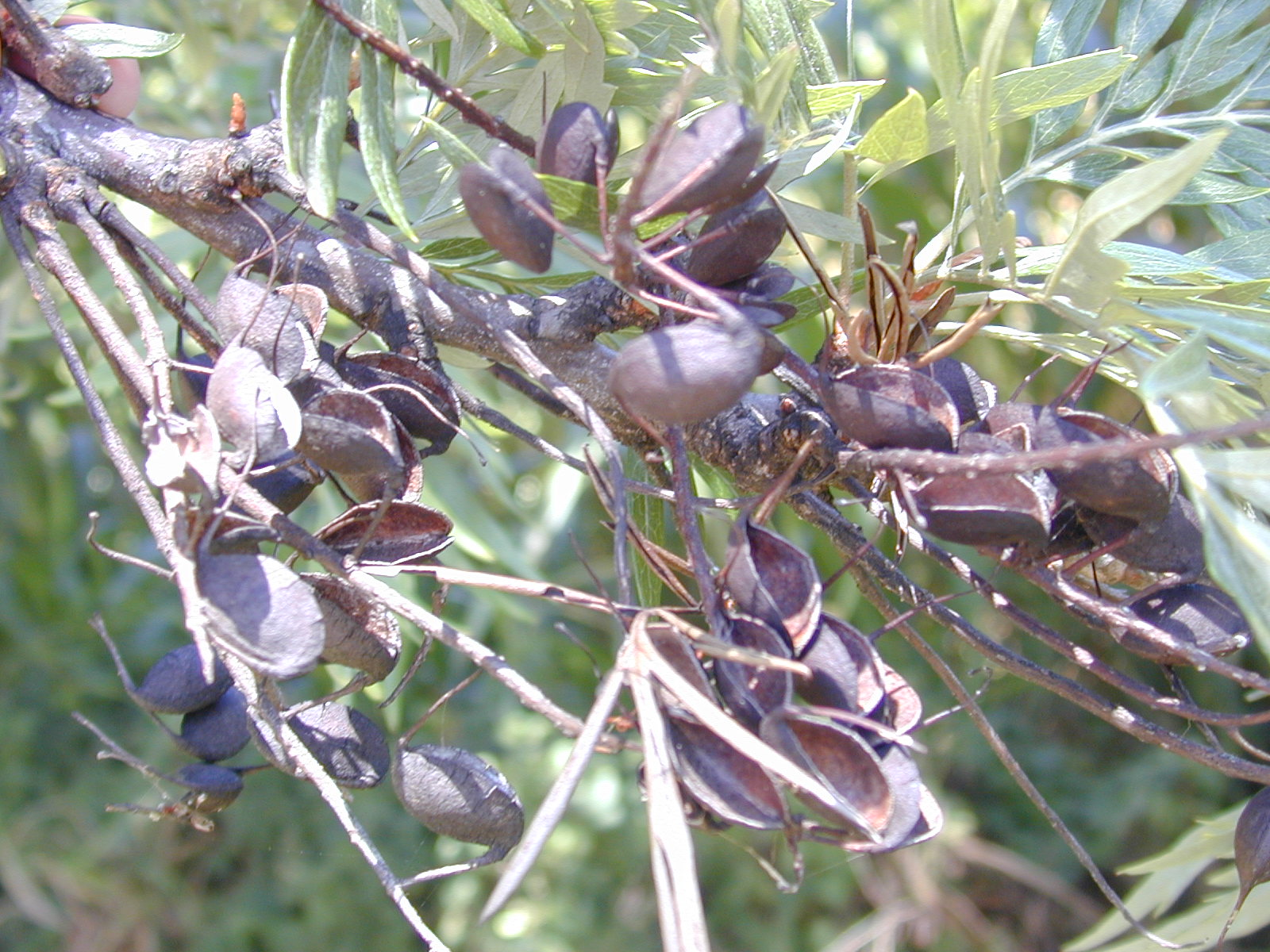
Vyprázdněné tobolky

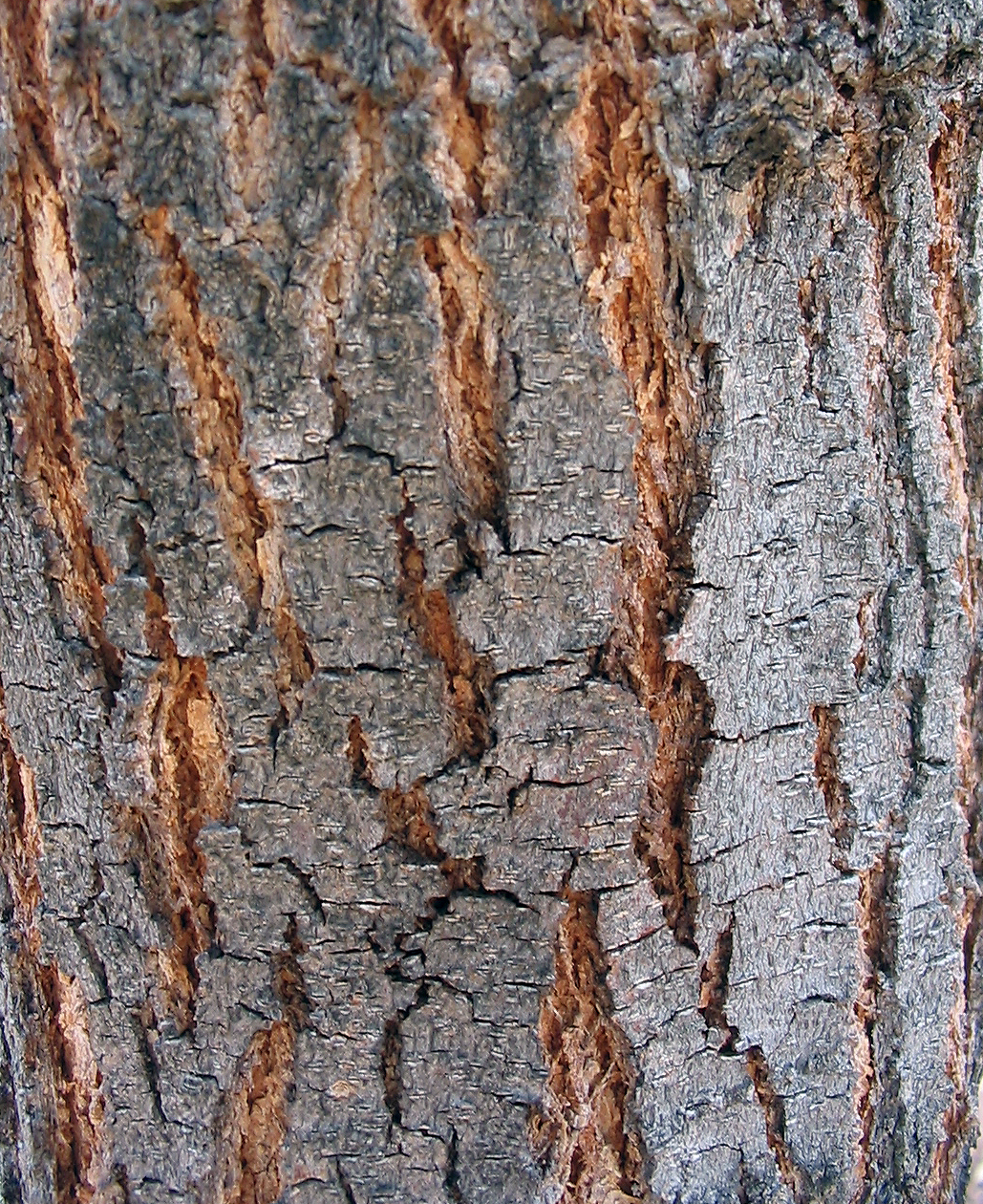
Textura borky kmene

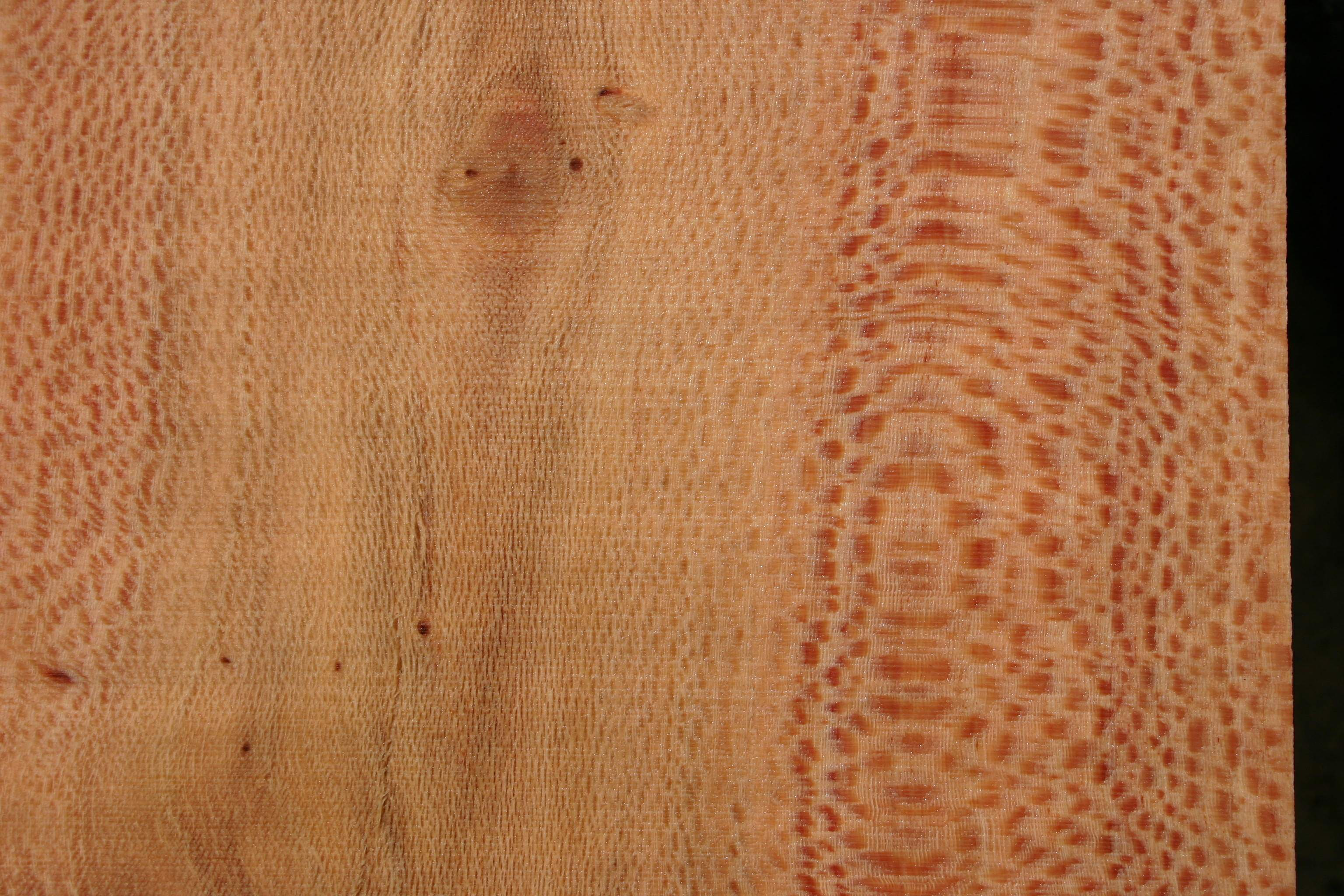
Barva dřeva

Grevilea mohutná (Grevillea robusta) je stálezelený až poloopadavý listnatý strom, dorůstající v dospělosti do typické výšky 20 až 30 m s kmenem o průměru do 80 cm. Roste v subtropech, nejlépe na místech s úhrnem srážek nad 1000 mm. Tato dřevina pochází z východní Austrálie, kde je původním druhem ve dvou australských státech, v Novém Jižním Walesu a Queenslandu.

## Rozšíření
Rostlina se v dávné minulosti vyvinula a rozšířila z území ohraničeném z jihu povodím řeky Clarence River v Novém Jižním Walesu a ze severu nynější oblastí města Maryborough v Queenslandu. Tento kraj se nachází na východní straně Velkého předělového pohoří, v teplé a vlhké pobřežní nížině přiléhající ke Korálovému moři.
Jako okrasná, lesnicky významná a na pěstování nenáročná dřevina byla lidmi rozšířena do mnoha států na kontinenty se subtropickým i tropickým podnebím. Bylo zaznamenáno také její invazní šíření, například na Havaji, Novém Zélandu, ve Francouzské Polynésii, Mikronésii, v Jižní Americe i na ostrovech Karibiku, v jižní Africe a také Indii. Je nejmohutnější a lidským přičiněním i nejrozšířenější rostlinou rodu grevilea, čítajícího asi 380 druhů; přesný počet dosud není ustálen.

## Ekologie
Ve svém původním areálu se druh běžně vyskytuje v oblastech se střední až dobrou úrodností půdy a dostupností vody, kde se ale nevyvinul deštný prales. Roste v nepříliš rozlehlých a obvykle nesouvislých porostech podél řek a potoků, obvykle do vzdálenosti 30 m od jejich břehů. Dalším typem jsou lesy a houštiny, kterým dominuje dřevina Araucaria cunninghamii, toto stanoviště obsahuje prvky deštného pralesa a je omezeno na čedičové půdy střední až vysoké úživnosti. Dřevina je silně zranitelná ohněm, a proto se téměř vůbec nevyskytuje v blahovičníkových lesích a na přilehlých pastvinách, kde její sazenice a mladé stromky zahubí i přízemní plameny nízké intenzity.
Nejlépe roste na hlinitopísčitých, hlinitých a jílovitohlinitých půdách, špatně se jí daří na těžkých jílech. Je častější na spíše úrodných pozemcích, kde jsou půdy získané z říčních naplavenin, ale obvykle dobře poroste i na mělčích, méně úrodných. Pro zdárný růst je požadován rozsah pH kolem 4,5 až 7,5. Přestože se přirozeně vyskytuje podél břehů řek, kde přežívá krátká období záplav tekoucí vodou, roste pouze nevalně na špatně odvodněných bažinatých místech, kde dochází k déle trvácejícímu podmáčení.
Strom je často vysazován jako součást větrolamů kolem plantáží s tržními plodinami, nemůže však bez poškození větví odolávat vichřici nebo vytrvale vanoucímu silnému větru. Nevytváří silný kůlovitý kořen, ale na suchých místech obvykle koření v celém půdním profilu až do hloubky 1,8 m. Dřevina má vyvinuté tzv. proteoidní kořeny, což jsou husté válcovité shluky kořínků na sekundárních kořenech, které zvyšují schopnost rostliny přijímat živiny. Není známo, že by tento druh tvořil symbiotické asociace s půdními bakteriemi nebo mykorhizními houbami. Dřevina kořeny i opadanými listy dodává do půdy alelopatické látky, které omezují vývin nejen odlišných rostlin, ale brzdí klíčení i růst jedinců stejného druhu. Proto v blízkosti dospělých stromů téměř žádné rostliny nerostou a druh je hodnocen jako velmi nespolečenský strom.
Grevilea mohutná se v rámci svého rozšíření úspěšně pěstuje v širokém rozmezí nadmořské výšky, od hladiny moře do poloh pod vrcholky hor ve výšce až 2500 m, kde se roční průměrné srážky kvůli převládajícím směrům větrů pohybují v rozsahu od 700 po 2400 mm. Období sucha trvající déle než šest měsíců však poškozuje i vzrostlé jedince, poměrně dobře snášejí jen čtyři měsíce bez vláhy. Během vegetačního období strom přežije krátkodobý pokles teploty na -2 °C, během období klidu v chladných měsících snese s malým nebo žádným poškozením i -8 °C. Nejlépe roste při průměrné roční teplotě 13 až 24 °C, kde průměrná maximální teplota nejteplejšího měsíce nepřekračuje rozmezí 25 až 38 °C a průměrná minimální v nejchladnějším měsíci bývá od 6 po 16 °C.
V nížinných oblastech původního území dochází ke kvetení obvykle v říjnu a semena bývají zralá asi za dva měsíce, ve vyšších nadmořských výškách je kvetení i produkce semen o čtyři až šest týdnů opožděno. V afrických rovníkových oblastech, kde jsou roční srážky rozdělené do dvou etap, je kvetení také rozloženo na dvě fáze, v březnu až květnu a v srpnu až říjnu, přičemž některé stromy zčásti kvetou v obou etapách. Ve své australské domovině bývají stromy částečně opadavé, v suchých jarních měsících ztrácejí část svých listů a zotavují se ze sucha až na počátku deštivého léta. V tropických oblastech s pravidelným přísunem vláhy se tato jasná sezonní ztráta listů neprojevuje. Za podmínek příznivých pro růst začínají mladé rostliny kvést ve věku dvou až tří let, v méně příznivých ve čtyřech až šesti létech. Stromy preferují plné slunce, během růstu dobře snášejí silné prořezávání koruny. Je uváděn počet chromozomů 2n = 20.

## Popis
Grevilea mohutná je strom průměrně vysoký 20 až 30 m, který mívá rovný kmen, tlustý až 80 cm, s tmavě šedou zbrázděnou kůrou. Koruna stromu je symetrická, kuželovitá, s pravidelnými hlavními větvemi rozmístěnými v rozestupech asi 1 m a čnících nahoru pod úhlem okolo 45°. Mladé větve jsou hranaté, rýhované, v mládí plstnaté a později lysé.
Listy svým laločnatým tvarem velmi vzdáleně připomínají kapradiny. Bývají dlouhé 10 až 35 cm, široké od 9 po 15 cm, často až dvojitě zpeřené, svrchní stranu mají zelenou a lysou, spodní stříbřitou s jemnými chloupky. Listy vyrůstají střídavě, jejich řapíky jsou dlouhé 1,5 až 6,5 cm a mívají jedenáct až jednatřicet hlavních laloku, z nich každý bývá dále rozdělen do jednoho až do čtyř úkrojků trojúhelníkovitého, eliptického či lineárního tvaru.
Květy, rašící na starším dřevě, jsou zvenčí zlatožluté až oranžové a uvnitř mají červené tečky, bývají velké 2 cm, mají stopky asi 1,5 cm dlouhé a vyrůstají jednosměrně v četných párech podél květních os. Květy obvykle vytvářejí hroznovitá květenství, která bývají jednoduchá nebo jsou společně sestavená do složitých latovitých květenství. Okvětí je tvořeno čtyřmi úzkými konkávními lístky dlouhými 0,5 až 1 cm, které vytvářejí trubku 6 až 9 mm dlouhou. Volné tyčinky jsou čtyři a nesou podlouhlé prašníky s pylem. Pestík květu bývá velký okolo 2,5 cm, svrchní přisedlý semeník je tvořen jediným plodolistem a obsahuje dvě vajíčka, žlutooranžová zahnutá čnělka dlouhá 2 až 3 cm nese drobnou bliznu.
Květy obsahují hodně nektaru a jsou opylovány včelami, ptáky, netopýry anebo stromovými vačnatci. Žláza s nektarem produkovaným za dne i v noci se nachází u spodu semeníku, květy jsou protandrické. Zralý pyl z prašníků je v počátku opylovacího procesu vyprášen na vrchol čnělky s ještě nezralou bliznou, odkud se přichytí na usednuvšího opylovače a je odnesen na květy s již zralou bliznou. O den či dva později naše blizna dospěje a stává se vnímavou pro pyl přinesený opylovačem z cizího květu.
Plod je suchý, bočně stlačený, pukavý měchýřek dlouhý 2 cm, který obsahuje dvě hnědá, křídlatá semena. Ta jsou dlouhá 13 až 19 mm, široká 9 mm a tlustá 0,9 mm, jejich centrální vejčité tělo je obklopeno okrouhlým papírovitým křídlem. Otevírání tobolek se semeny stimuluje sucho a teplo, asi sto tisíc semen váží 1 kg.

## Rozšiřování
Dřevina se rozšiřuje pohlavně semeny, nebo vegetativně kořenovými oddělky. Semena nepotřebují před výsevem žádnou úpravu, nemají dormanci a obvykle vyklíčí již přibližně za týden po výsevu do vlhkého substrátu pod mělkou vrstvou písku. Protože se grevilea v důsledku alelopatie na plantážích téměř přirozeně neobnovuje, vysévají se její semena ve školkách a mladé semenáče se vysazují na požadovaná místa. Často se sázejí po obvodě pozemků nebo jako přistiňující stromy na plantážích s čajovníky, kde se jejich koruny postupně prořezávají na palivo a nakonec se kmeny využijí jako tyče.

## Význam
Grevilea mohutná je vysazována jak okrasná dřevina, tak i klasický lesní strom. Její dřevo je světle narůžovělé až červenavě hnědé, líbivé, lehké, pružné, trvanlivé a snadno opracovatelné, není však odolné vůči termitům. Dělají se z něj prkna i konstrukční hranoly, používá se k vyřezávaní, vyrábějí se z něj sudy, nábytek, dýhy i hudební nástroje. Hustota suchého jádrového dřeva je 550 až 650 kg/m³.
Dřevo stromů je žádané, rychle rostoucí stromy se vysazují na plantážích do sponu 2,5 až 3 m krát 3 až 4 m. Pro výrobu palivového dříví se obvykle používá rotace deseti až dvaceti let, kdy lze očekávat roční přírůstky o objemu od 5 po 15 m³/ha. V místech vysazených v čistých porostech se vyskytují jen s malou konkurencí jiných dřevin, v naturalizovaných lesích rostou nejčastěji s Acacia decurrens, Acacia koa, Falcataria moluccana, Fraxinus uhdei, Jacaranda mimosifolia, Metrosideros collina a Schinus terebinthifolius.
Při zpracování dřeva se uvolňují obsažené jedovaté látky, např. tridecylresorcinol, jež u některých lidí způsobují alergickou dermatózu. Druh je považován za významnou medonosnou rostlinu, bývá také vysazován i do větrolamů a v některých málo úrodných oblastech slouží listy v období sucha jako nouzové krmivo pro domácí býložravce. Stromy se vysazují také jako ozdobná rostlina, přestože okolí znečišťují opadem listů, květů i plodů.
Podle hodnocení IUCN je ve výhledu její populace pokládána za stabilní a grevilea mohutná je proto zařazena do kategorie málo dotčený taxon (LC).